# Сан Пиетро а Майда
Сан Пиѐтро а Ма̀йда (на италиански: San Pietro a Maida) е малко градче и община в Южна Италия, провинция Катандзаро, регион Калабрия. Разположено е на 355 m надморска височина. Населението на общината е 4302 души (към 2012 г.).